# Kauniainen
Kauniainen (Grankulla en suec) és una ciutat de Finlàndia, situada dins de l'àrea capital, llindant amb Hèlsinki. La ciutat està situada al sud del país, a la riba nord del Golf de Finlàndia.
Té 8.454 habitants però només 6.0 km² (5.9 km² de terra), i és una de les ciutats de major densitat de Finlàndia. A títol pràctic, sovint és considerada una "zona" de Hèlsinki.
Una de les peculiaritats de Kauniainen és que la proporció d'habitants amb el suec com a llengua mare arriba fins al 40%.